# Ema Hrvatin
Ema Hrvatin (* 4. Januar 2000 in Izola) ist eine slowenische Handballspielerin, die für den französischen Erstligisten Saint-Amand Handball aufläuft.

## Karriere

### Im Verein
Hrvatin spielte zunächst in ihrem Heimatland für RK Krim. Ab 2018 lief sie dann in Frankreich für Brest Bretagne Handball, Palente Besançon Handball und AS Cannes Mandelieu Handball auf. Mit Brest spielte sie auch in der Champions League. 2021 wechselte sie zum deutschen Bundesligisten BSV Sachsen Zwickau. Im Sommer 2024 schloss sie sich dem französischen Erstligisten Saint-Amand Handball an.

### In Auswahlmannschaften
Hrvatin spielte in der Jugendnationalmannschaft Sloweniens. 2017 gewann sie die EHF Championship in Nordmazedonien und wurde zum MVP des Turniers gewählt. Mit der A-Nationalmannschaft nahm sie an der Weltmeisterschaft 2021, an der Weltmeisterschaft 2023 und an den Olympischen Sommerspielen 2024 teil.